# Gelderse Oorlogen
Onder de Gelderse Oorlogen (1502-1543) wordt een reeks conflicten verstaan in de Nederlanden: voornamelijk Holland, Vlaanderen en Brabant onder leiding van de Habsburgse vorsten van de Bourgondische Nederlanden aan de ene kant en Gelre, Groningen en de Ommelanden en Friesland, onder leiding van Karel van Gelre aan de andere kant. Het Sticht Utrecht, Oost-Friesland en de Saksische hertogen van Friesland kunnen gezien worden als aparte partijen.
De Gelderse Oorlogen waren een direct vervolg op de eraan voorafgaande Gelderse Onafhankelijkheidsoorlog, waarin Gelre na de dood van Karel de Stoute zijn onafhankelijkheid had herwonnen. De Gelderse Oorlogen duurden van 1502 tot 1543 en kunnen gezien worden als een zijtoneel van een groter conflict om de heerschappij in Europa tussen Frankrijk en Habsburg, dat vooral in Italië werd uitgevochten, de Italiaanse Oorlogen; daarnaast raakten de Gelderse Oorlogen verstrengeld met een aantal "veten": de Saksische Vete (1514–'17), de Gelderse Vete aan de zijde van o.a. Balthasar Oomkens van Esens tegen de Cirksena's, om Oost-Friesland (1531–'34) en de Gravenvete (1534–'36). De Gelderse Oorlogen eindigden met de Derde Gelderse Successieoorlog (1538-'43) in het voordeel van de Habsburgers.

## Inleiding
De conflicten kenmerkten zich door het ontbreken van grote veldslagen tussen legers. In plaats daarvan vonden er allerlei kleinschalige schermutselingen, plundertochten en hinderlagen plaats. Toch waren de gevolgen van de oorlogen voor de bevolking groot. De vijandigheden beperkten zich niet tot Gelre, maar in vrijwel alle Nederlanden vonden oorlogshandelingen plaats, met als dieptepunt de plundering in 1528 van Den Haag onder verantwoordelijkheid van de Gelderse veldheer Maarten van Rossum.

## Voorgeschiedenis
Gelre was al eens van 1473 tot 1477 onder Bourgondische heerschappij gekomen, maar na de dood van Karel de Stoute en het begin van Bourgondische Successieoorlog zagen de Geldersen hun kans schoon om in de Gelderse Onafhankelijkheidsoorlog hun verloren onafhankelijkheid te herwinnen. In eerste instantie mislukte dit. Na een volksopstand wist men echter Karel van Egmond, de erfgenaam van de laatste Gelderse hertog, in 1492 uit Franse gevangenschap vrij te kopen. Hij werd als nieuwe hertog ingehuldigd. Nieuwe pogingen tussen 1493 en 1499 door Filips de Schone (hertog van Bourgondië) en Maximiliaan van Oostenrijk (Duits keizer) om Gelre in samenwerking met de hertogdommen Gulik en Kleef te heroveren mislukten. Er werd nog steeds gezonnen op wraak en drie jaar na het laatste krijgsbedrijf begonnen de Bourgondiërs (Habsburgers) met een nieuwe aanval op Gelre.

## Verloop

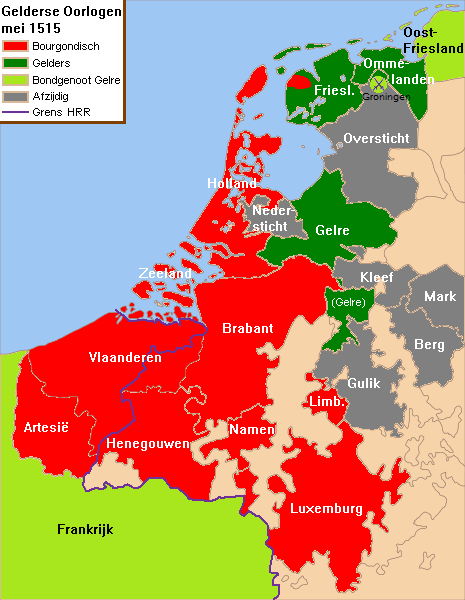
Mei 1515: Gelre neemt Friesland in

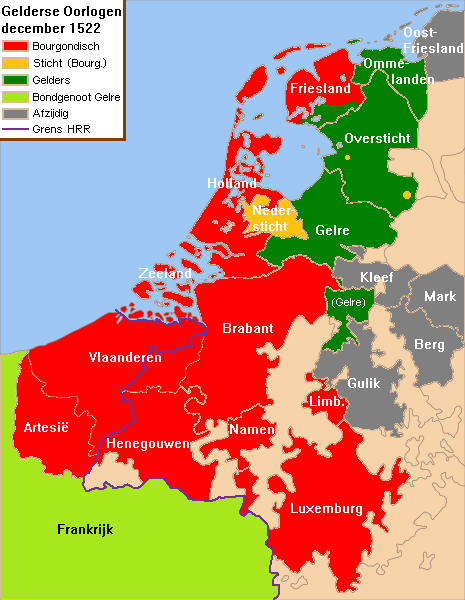
Eind 1522: Gelre bereikt zijn maximale omvang

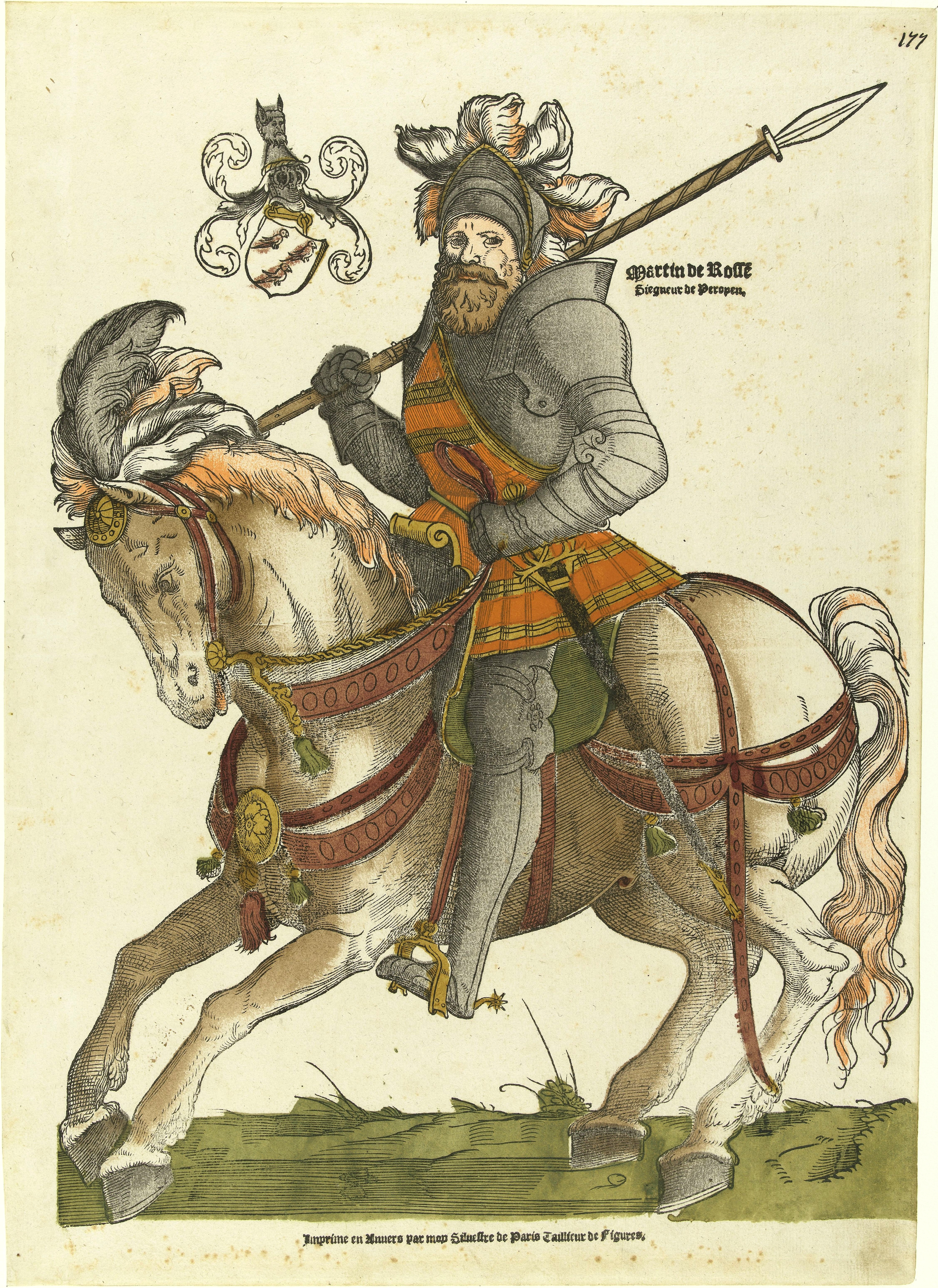
Maarten van Rossum, Gelderse maarschalk (houtsnede van ca. 1545, later ingekleurd)

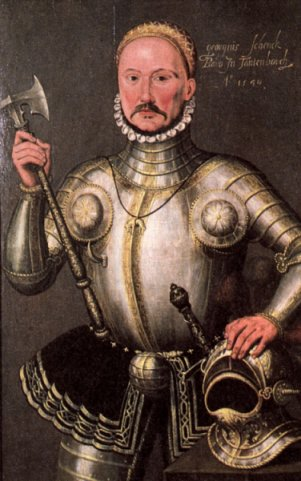
Schenck van Toutenburg, Habsburgse veldheer (schilderij van ca. 1540)

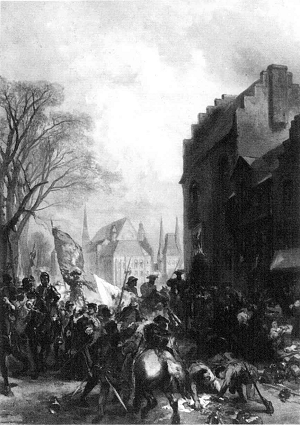
Maarten van Rossum brandschat Den Haag (schilderij van 1853)

### Ontstaan
In 1502 veroverde het Bourgondische leger Arnhem, een van de vier hoofdsteden van Gelre. Filips de Schone bood het hertogdom als achterleen in 1505 aan Karel van Egmond aan. Karel weigerde: hij wilde Gelre enkel rechtstreeks van de keizer lenen. Filips onderhandelde nu niet verder en veroverde in hetzelfde jaar een groot gedeelte van Gelre, waarna Karel hem in de hertogelijke residentie Rozendaal te voet viel (de 'knieval van Rozendaal'). Gelre leek opnieuw deel van de Nederlanden te worden. Karel van Egmond moest Filips vergezellen naar Spanje, waar deze als koning zou worden ingehuldigd. Verder dan Antwerpen ging Karel niet mee. In 1506 overleed Filips, wat Karel de ruimte bood om de Bourgondische verovering weer ongedaan te maken. Hij hervatte de strijd.
Het Sticht Utrecht was sinds keizer Maximiliaan I, grootvader van prins Karel, zijn verwant Frederik van Baden had laten verkiezen tot prins-bisschop (1496) een vazalstaat van het Bourgondische Rijk. Dit vormde voor hertog Karel de aanleiding om het Oversticht te bezetten (1508). Op 29 oktober bereikte hij Kuinre en liet deze stad plunderen.
Een tijdelijke vrede bracht weinig verlichting, want spoedig begon de oorlog opnieuw. Ridderschap en Steden van Overijssel verklaarden zich bereid de bisschop te steunen. In het begin van 1510 waren de vijandelijkheden in volle gang, het jaar erop overleefde Gelre een grote Bourgondische aanval. Hertog Karel bedreigde Kampen, plunderde Genemuiden en maakte de verbinding tussen Over- en Nedersticht onveilig. De bedoeling van de hertog was waarschijnlijk om zich van Overijssel te verzekeren, mede in verband met zijn plannen ten opzichte van Friesland en Groningen, die enkele jaren later werden uitgevoerd. De Geldersen vielen daarna Twente binnen, waar zij grote verwoestingen aanrichtten en onder andere Oldenzaal bezetten (hoofdplaats van het Landschap Twente). Bisschop Frederik, die zich naar Overijssel begaf, was niet bij machte veel hulp te verlenen en het Nedersticht weigerde op te treden tegen Gelre, ondanks herhaaldelijke hulpkreten van de IJsselsteden, die al veel oorlogskosten hadden opgelopen. Uiteindelijk kwam Maximiliaan de bisschop te hulp door de Gelderse troepen uit Twente te verdrijven. Ambtman Roelof van Munster van Coevorden echter, bezette zijn stad en viel Salland binnen. In 1513 sloten Maximilaan en Karel van Gelre weer een kortstondige vrede.
In juli 1513 had Karel het gewest grotendeels heroverd; in 1514 veroverde zijn veldheer Maarten van Rossum de stad Arnhem door in een korenwagen verborgen soldaten de stad binnen te smokkelen. Dezen openden daarop de poorten en lieten de hertogelijke troepen binnen. Deze gebeurtenis met de 'Korenwagen van Arnhem' wordt wel vergeleken met het Paard van Troje en het Turfschip van Breda.
Tegelijkertijd met de meerderjarigheidsverklaring van de latere Keizer Karel V (1515) werd zijn tante, Margaretha van Oostenrijk, als landvoogdes van de Nederlanden vervangen door Willem II van Croÿ (1458-1521), heer van Chièvres. Deze vond de herovering van Gelre niet dringend. Doordat de landvoogdes twee jaar later het bewind weer overnam laaide de spanning opnieuw op.

## Oorlog in Friesland
In 1514 deden de Friese Vetkopers (onder leiding van Jancko Douwama) een beroep op Gelre in hun onafhankelijkheidsstrijd tegen hertog Joris van Saksen. Gelre verdreef de Saksen uit Groningen, de Ommelanden en Westerlauwers Friesland (met de uitzondering van Leeuwarden, Harlingen en Franeker) en hield het bezet. Joris besloot af te zien van de Friese landen en verkocht zijn rechten aan prins Karel (19 mei 1515). De Saksische Vete verliep nu verder in het Gelders-Habsburgs conflict.
Prins Karel stuurde Hollandse, Zeeuwse, Vlaamse en Brabantse troepen om bezit te nemen van het gebied, waarover hij Floris van Egmont aanstelde als stadhouder. De Friezen kwamen hiertegen in opstand onder leiding van Pier Gerlofs Donia en zijn luitenant Wijerd Jelckama, die op zee Hollandse schepen aanvielen en in 1517 een aanval op Medemblik pleegden; de Hollandse scheepvaart op de Zuiderzee had hier veel van te lijden. De Friezen, Geldersen, Oost-Friezen, Groningers en Ommelanders verenigden zich tegen hun gemeenschappelijke vijand onder leiding van hertog Karel, die bovendien een bondgenootschap had gesloten met koning Frans I van Frankrijk.

## Karel wordt koning van Spanje en keizer
In januari 1516 stierf koning Ferdinand II van Aragon. In maart nam zijn kleinzoon, prins Karel, te Brussel het koningschap over het Spaanse Rijk aan. Daarna moest hij naar Zuid-Europa afreizen om staatszaken te regelen. In de zomer van 1517 wachtte hij bij Middelburg op gunstige zeewind voor de boottocht naar Spanje, toen hij vernam dat de Arumer Zwarte Hoop 6.000 Gelderse soldaten onder leiding van Johan van Selbach en Johan Goltstein had overgezet naar Medemblik. Sinds hun landing trokken ze over Alkmaar midden door Holland tot Asperen, terwijl ze onderweg verscheidene plaatsen plunderden. Koning Karel stelde zijn reis uit om deze daad te vergelden. Hij heroverde Asperen en beval een strafexpeditie over de Veluwe. Omdat hij nu niet de tijd en kracht om voorgoed met Gelre af te rekenen, onderhandelde hij een bestand. Dat werd daadwerkelijk gesloten, zodat Karel op 8 september eindelijk naar Spanje kon zeilen.
Intussen (1517) lukte het koning Karel om Oost-Friesland buiten het gevecht te brengen (door zijn deelname aan de Saksische Vete was graaf Edzard vogelvrij verklaard en werd aangevallen door o.a. Oldenburg en Brunswijk). Koning Karel sloot vrede met Edzard en erkende zijn grondgebied. De Italiaanse Oorlogen gingen ondertussen langzaam verder op het politieke vlak, omdat het einde van keizer Maximiliaan en dus de verkiezing van een nieuwe Duitse keizer naderde. Terwijl in de Habsburgse Nederlanden koning Karel naar voren werd geschoven, wierf hertog Karel stemmen voor koning Frans. Bovendien bepleitte hij zijn recht op Gelre en verwierp het aanbod om zijn land een Brabants achterleen te maken; hij wilde zijn hertogdom alleen rechtstreeks van de keizer lenen (welke hij hoopte dat koning Frans zou worden). Echter werd koning Karel tot keizer gekozen en gekroond (1519). Frankrijk en zijn bondgenoten betwistten de verkiezing (Italiaanse Oorlog (1521-1526)).

## Gelderse macht bereikt hoogtepunt
Omdat beide grootmachten in deze oorlog alle steun konden gebruiken, was het voor hen van groot belang om in de Nederlanden bondgenoten te vinden; Frankrijk en Gelre hadden elkaar nodig bij het verslaan van de Habsburgse vijand, die in de door hen beheerste Nederlanden beden hielden om de oorlog te betalen. In de eerste oorlogsjaren stonden de staten dit nog toe, maar men wilde eigenlijk alleen geld opbrengen voor gevaar dicht bij huis; Vlaanderen had alleen oog voor de zuidgrenzen, Holland en Brabant alleen voor het buurland Gelre.
Hertog Karel had in 1520 het grootste gedeelte van Friesland nog in handen, op enkele plaatsen waar Bourgondische troepen gelegerd waren na (Leeuwarden, Harlingen en Franeker); hij was evenwel sinds 1518 de hulp van Grote Pier kwijt, terwijl Wijerd Jelckama de strijd tegen de Bourgondiërs voortzette. Jancko Douwama raakte bij de hertog in ongenade en liep over naar Karel V.
In Groningen en de Ommelanden was Jasper van Marwijck de stadhouder van Karel van Gelre; deze liet nu zijn oog vallen op het tussenliggende Oversticht. In 1520 bood zich hiertoe de gelegenheid aan in de vorm van een handelsoorlog tussen Kampen en Zwolle, welke laatste zich slecht behandeld voelde door de bisschop bij diens bemiddeling, en de hertog van Gelre binnenhaalde als landsheer (hiermee pleegden de Zwollenaren meineed). Karel greep deze kans en rukte Overijssel binnen. Op 11 juli 1521 trachtten Gelderse en Zwolse troepen Hasselt bij verrassing in te nemen, en belegerden het stadje van 16 tot 21 juli vergeefs, om het ten slotte links te laten liggen.
In 1522 maakte Karel van Gelre gebruik van zijn bondgenootschap met Frans I van Frankrijk om zich uit te laten roepen tot heer van de Ommelanden en in één moeite door bezette hij het Oversticht; Johan van Selbach werd zijn stadhouder over deze gebieden, die bestuurd werden vanuit Coevorden. Eind 1522 had de bisschop van Utrecht enkel in Hasselt en Oldenzaal nog vendelen gelegerd, verder was het gehele Oversticht in Gelderse handen.
Het jaar daarop werd de Gelderse hertog ingehuldigd in de stad Groningen en Drenthe. Dit was mogelijk omdat de macht hier in handen was van hereboeren, hoofdelingen, die nog weleens wisselden van partij. Karel van Gelre werd gesteund door de hoofdelingen van de Vetkopers.
Terwijl Karel van Gelres ster rees in Oversticht en Ommelanden, daalde deze in Friesland; de nieuwe Bourgondische stadhouder van Friesland Georg Schenck van Toutenburg ging in de tegenaanval. In 1522 werden de Geldersen door burgers uit Sneek en Stavoren verdreven, het jaar daarop veroverde Schenck van Toutenburg Lemmer en ten slotte in november Sloten, het laatste Gelderse steunpunt in Friesland. Steenwijk werd eveneens door hen verlaten. Wijerd Jelckama werd met zijn volgelingen gevangengenomen en in Leeuwarden onthoofd; Jancko Douwama werd nu ook door de Habsburgers gewantrouwd en in Vilvoorde gevangengezet, waar hij tien jaar later zou overlijden. In december 1524 werd de verhouding tussen Friesland en Karel V vastgelegd: vanaf nu stond Westerlauwers Friesland bekend als de Heerlijkheid Friesland.

## Nedersticht en Overijssel
Toen op 7 april 1524 bisschop Filips van Bourgondië-Blaton overleed, brachten zowel de Habsburgers als Geldersen een opvolger naar voren. Het kapittel en de stad Utrecht hadden echter een eigen kandidaat gesteld, Hendrik van Beieren, die gekozen werd en bisschop Hendrik II werd. De keizerlijken en Geldersen moesten zich neerleggen bij deze neutrale elect, terwijl men onderhandelde over het ontruimen van het Oversticht, waar beiden nog troepen hadden gelegerd (de Bourgondiërs Steenwijk, de hertog nog veel stadjes, hoewel de IJsselsteden hem al afgevallen waren, zie Beleg van Zwolle). In december 1524 sloot Karel van Gelre met Hendrik II een verdrag waarbij hij zijn aanspraken op Overijssel (met uitzondering van Diepenheim) liet vallen in ruil voor een grote schadevergoeding, die hem op tijd en ten volle betaald werd. Hij had eind 1524 enkel Groningen, de Ommelanden en Drenthe in het noorden nog in bezit, waarbij zijn gezag alleen in de stad Groningen sterk was.
De elect (Hendrik II is nooit tot bisschop gewijd) kon echter niet zonder problemen het Sticht besturen: de hoge belastingen leidden in 1525 tot een oproer in Utrecht tegen het stadsbewind, dat werd vervangen door een nieuw bestuur waarin de gilden grote invloed hadden; met instemming van de elect dreven zij verregaande hervormingen door. In 1526 vond er opnieuw een omwenteling plaats, toen geharnaste kapittelheren, ridders en een deel van de burgers het gildenbewind versloegen in een straatgevecht. Zij stelden een bestuur in dat de Staten van het Nedersticht weerspiegelde, en niet langer gehoorzaamde aan elect Hendrik. Het jaar erop trachtte hij met een klein leger de orde in Utrecht te herstellen, maar men sloot voor hem de stadspoorten, en enkele dagen later liet men de Gelderse ruiterij binnen. De Staten van het Nedersticht erkenden Karel van Gelre, die ondertussen ook aan een herovering van het Oversticht was begonnen, als 'erfbeschermheer' en zetten feitelijk hun heer Hendrik van Beieren af.
Hendrik II zocht steun bij Karel V, die hem wilde helpen indien hij zijn wereldlijke macht zou afstaan (het Sticht Utrecht). Uiteindelijk stemde Hendrik in en tekende in november 1527 het verdrag van Schoonhoven, dat de overdracht bevestigde. Meteen vroegen de benauwde IJsselsteden om bijstand tegen Gelre, waarop keizerlijke gezanten hen meldden dat zij de bescherming van Karel V konden genieten als zij hem wilden aannemen als landsheer. De Staten van Overijssel verklaarden in januari 1528 dat zij tot erkenning bereid waren en Karel V wilden huldigen. Hendrik II legde zich hier in februari 1528 (verdrag van Dordrecht) bij neer, als de paus het goedvond. Paus Clemens VII had weinig te eisen, omdat door de Plundering van Rome in 1527 zijn wereldlijke macht en invloed in Europa behoorlijk waren beschadigd.
Schenck van Toutenburg rukte Overijssel binnen en verdreef de Geldersen zonder veel moeite; als Heerlijkheid Overijssel ging dat nu onderdeel uitmaken van de Habsburgse Nederlanden. Maar ondertussen leidde Maarten van Rossum, die benoemd was tot Maarschalk van Gelre, een plundertocht door Holland, waarbij hij Den Haag brandschatte, wat leidde tot een verernstiging van de oorlog. Plots waren de Hollandse en Brabantse steden bereid te betalen voor een leger, dat de Veluwe binnenviel, Schenck tegemoet. In Utrecht raakten de Gelderse troepen gedemoraliseerd door slechte betaling, en de Utrechtse burgers werden zo ontmoedigd dat zij hun oude vijand, de elect Hendrik II en zijn bisschoppelijke leger, eind juni verraderlijk de stad binnenlieten. De Geldersen verloren en ontruimden het gehele Nedersticht, waar Hendrik slechts kort genoot van zijn zege omdat de Habsburgers zijn afbetaling eisten. Op 20 oktober 1528 stond Hendrik van Beieren te Gorinchem zijn wereldlijke macht af aan Karel V, wat in augustus 1529 door de paus werd erkend.

Gelre zelf werd bedreigd: Hattem, Elburg en Harderwijk waren al bezet en Tiel werd belegerd. De Franse koning hielp niet, omdat hij bezig was zijn eigen oorlog tegen Karel V te verliezen. Op 3 oktober 1528 zouden Karel V en Karel van Gelre de Vrede van Gorinchem tekenen, waarin werd besloten dat de laatste Groningen, de Ommelanden en Drenthe mocht behouden; het verdrag werd echter nooit ondertekend.

## Gelderse Vete en Gravenvete
In de jaren 30 van de 16e eeuw verbond Karel van Gelre zich met Christiaan III van Denemarken en Balthasar van Esens, beiden vijanden van zijn vijanden, namelijk Karel V en Enno II van Oost-Friesland. Balthasar maakte zijn grondbezit Harlingerland een leen van Gelre, en met hertog Karel stelde hij troepen aan onder bevel van Meindert van Ham, die in de slag bij Jemmingen (1533) Enno versloeg. Ook Maarten van Rossum streed in de jaren 1532-'34 tegen de Habsburgse troepen in Oost-Friesland.
Bij de Gravenvete boden Karel van Gelre en Christiaan III elkaar wederzijdse bijstand. In 1536 kwam het tot een veldslag bij Heiligerlee tussen de Geldersen onder leiding van Meindert van Ham en de Bourgondiërs onder leiding van Schenck van Toutenburg, waarin de laatsten de overwinning behaalden. Hierna moest Karel van Gelre de Vrede van Grave tekenen, waarbij hij afstand deed van de Groningse gebieden en Drenthe (deze werden omgevormd tot de Heerlijkheid Groningen en de Landschap Drenthe). Enkel Gelre zelf was nog in handen van de Geldersen.

## Opvolgingsvraagstuk
Karel van Gelres huwelijk met Elizabeth van Brunswijk-Lüneburg bleef kinderloos, en daar hij te oud begon te worden, drong de noodzaak van zijn opvolging aan. In 1534 sloot de hertog heimelijk een verdrag met de Franse koning, die het hertogdom zou erven bij Karels overlijden; hiermee wilde de hertog voorkomen dat zijn gewest in handen van de gehate Habsburgers zou komen.
Karel van Gelre besloot in 1537 zijn opvolgingsplan met de Franse koning te onthullen aan de stad Nijmegen. Echter slaagde hij er niet in om de Gelderse steden en ridderschappen te overtuigen, die ook geen heil zagen in Frankrijk. Karel V, die de achterkleinzoon was van Karel de Stoute (Gelderse hertog in de periode 1473-'77), maakte uiteraard aanspraken op Gelre, maar bijna niemand wilde het gewest uitleveren aan de Habsburgse vijand. Men wilde een naaste bloedverwant van Karel van Gelre als nieuwe hertog, en daarvoor kwamen Anton van Lotharingen (neef van Karel) en Willem V van Kleef (verwant via Reinoud IV van Gelre-Gulik, Karels overgrootvader) eerder in aanmerking. Onder druk stemde Karel uiteindelijk in met Willem V.

## Val van Gelre

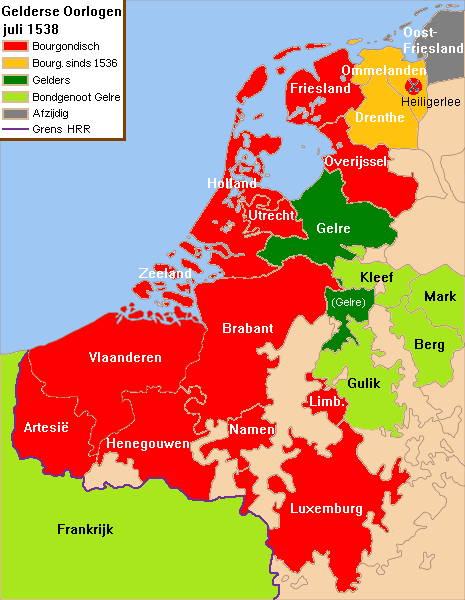
1538: de noordelijke gewesten zijn verloren, maar Gelre komt in een personele unie met Gulik-Kleef-Berg

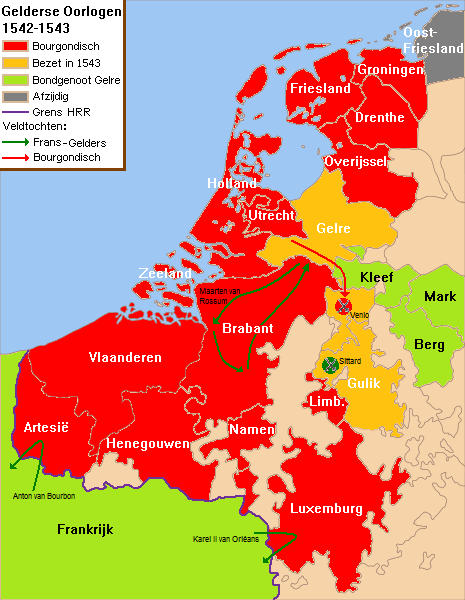
1543: Karel V bezet Gelre en Gulik

Op 30 juni 1538 stierf Karel van Gelre-Zutphen. Willem V van Kleef volgde hem op, waardoor een grote Rijnlandse lappendeken onder het huis van der Mark ontstond. De Habsburgers zouden dit echter niet aanvaarden en eisten de heerschappij over Gelre-Zutphen op. Daarmee brak de Derde Gelderse Successieoorlog uit.
Op 12 juli 1542 schortte Frankrijk de Vrede van Nice op en liet hertog van Vendôme Artesië binnenvallen en de hertog van Orléans naar Luxemburg marcheren. Daarenboven konden elk moment Deense schepen voor de kust verschijnen. Maarten van Rossum hield op bevel van Willem een grote plundertocht door Brabant, waarbij hij Antwerpen en Leuven aanviel en het platteland plunderde. Juist op dat ogenblik had de landvoogdes weinig troepen tot haar beschikking, en de verwachte Duitse landsknechten moesten nog aankomen. Ondanks hun getalsmatige macht bleef het gevaar voor de Habsburgse Nederlanden beperkt wegens de slechte coördinatie en achterdocht van hun vijanden; bovendien wist de heer van Praet de landvoogdes in raad en daad bij te staan en de meeste aanvallen spoedig af te slaan.
Als reactie op van Rossums aanval stuurde de landvoogdes een leger naar Gulik, dat binnen achttien dagen bijna geheel veroverd werd. Er dreigde echter muiterij en daarom sloot ze wapenstilstand. Het Habsburgse leger viel daarna door onenigheid en desertie uiteen, waarna Willem met de hulp van de hertog van Saksen Gulik heroverde (op Heinsberg na). Op 20 maart 1543 begon een nieuw Habsburgs leger een opmars naar Gelre en Gulik, maar werd opnieuw verslagen in de Slag aan de Kemperkoul (Sittard, 24 maart). Nochtans verloor Gelre meer ruiters dan de Habsburgers en onderscheidde de hertog van Aarschot zich in dapperheid.
Daar lieten de Habsburgers het echter niet bij zitten, en in de zomer van 1543 ondernamen 40.000 Habsburgse soldaten een veldtocht door het Gelderse rivierengebied tussen Rijn en Maas die eindigde in Venlo. Hier werden de Geldersen overtuigend verslagen. Onderweg werd ook de sterke Gelderse stad Düren veroverd onder leiding van Lamoraal van Egmont. Frankrijk greep niet in, Gelre en Gulik werden bezet en kregen een Habsburgse stadhouder (René van Chalon resp. Filips van Lalaing). Bij het Traktaat van Venlo (7 september 1543) moest Willem Gelre-Zutphen afstaan, maar hij behield Gulik. Gelre viel zo uiteindelijk aan Karel V; de vorming van de Zeventien Provinciën was een feit. De Gelderse Oorlogen kwamen ten einde.

## Gevolgen
De Gelderse Oorlogen eindigden met een overwinning voor de Bourgondische Nederlanden. Hierdoor kwamen alle Nederlanden onder één centraal gezag, dat van Karel V. Voor de wording van het huidige Nederland was de uitkomst van de Gelderse Oorlogen van groot belang: een vorming van een Nedersaksische staat bestaande uit Gelderland, Overijssel, Drenthe, Groningen en Friesland was voorkomen. Bovendien had Karel V besloten in 1517 Oost-Friesland en in 1543 Gulik niet op te nemen in de Nederlanden, waarmee hij de Nederlandse oostgrens heeft bepaald. Tijdens de Tachtigjarige Oorlog, een halve eeuw later, ontstond de splitsing tussen de Habsburgse Nederlanden in Noord en Zuid, waarmee uiteindelijk de territoriale afronding van het latere Nederland grotendeels was afgerond.

## Herdenking in de cultuur
Karel van Gelre, die wel wordt gezien als de laatste feodale heer in de Nederlanden, en zijn maarschalk Maarten van Rossum (ook wel bekend als Zwarte Maarten door zijn optreden in Den Haag), zijn in de latere geschiedenis zowel verguisd als verheerlijkt, enerzijds als wrede vechtersbazen, anderzijds als vrijheidsstrijders.
- De Antwerpse dichteres Anna Bijns vergeleek de euveldaden van 'Merten van Rossom' met de kerkhervormer Maarten Luther, van welke twee zij van Rossum nog de beste vond[9].
- De Gelderse dichter A.C.W. Staring roemde Karel van Gelre om zijn list met de korenwagen van Arnhem, en Rossum om zijn heldenmoed, die ieder Geldersman als een voorbeeld zou moeten dienen.
- De inwoners van Zwolle staan nog steeds bekend als Blauwvingers, omdat zij meineed pleegden door in 1520 Karel van Gelre binnen te halen als landsheer en de bisschop van Utrecht af te zweren. Destijds werden meinedigen 'blauwvingers' genoemd, wat in de loop der tijd een geuzennaam is geworden waarop men heden trots is; de laatste twee regels van het Zwolse volkslied luiden: "Bekijk mijn vingers maar, ik ben een Zwollenaar!"[11]
- De Gelderse folkmetalband Heidevolk bracht op het album Uit oude grond in 2010 een nummer uit ter ere van Karel van Gelre, waarin ook Maarten van Rossum en Grote Pier een rol spelen, strijdende voor 'het volk van het oosten en het noorden', de vrijheid van Gelre tegenover de Bourgondisch-Habsburgse dreiging, en een Nedersaksisch rijk. Onder andere de krijgstochten van de Zwarte Hoop in 1517 en naar Den Haag in 1528 worden in herinnering gebracht.
- De Nederlandse televisieserie Floris uit 1969 speelt zich af in de tijd van de Gelderse Oorlogen. Wanneer precies is onbekend, omdat de gebeurtenissen uit de serie niet helemaal chronologisch overeenstemmen met de werkelijke geschiedenis.

Huissen (1502) · Arnhem (1505) · Oldenzaal (1510) · IJsselstein (1511) · Venlo (1511) · Arnhem (1514) · Groningen (1514) · Zaltbommel (1515) · Sneek (1517) · Medemblik (1517) · Hasselt · Nijenbrugge · Steenwijk (1523) · Sloten (1523) · Zwolle (1524) · Utrecht · 's-Gravenhage (1528) · Harderwijk (1528) · Tiel (1528) · Heiligerlee (1536) · Sittard · Düren · Amersfoort (1543)· Gulik (1543) · Venlo (1543)